# Cisumur
Cisumur is een bestuurslaag in het regentschap Cilacap van de provincie Midden-Java, Indonesië. Cisumur telt 7971 inwoners (volkstelling 2010).